# Agrilus cephalicus
Agrilus cephalicus är en skalbaggsart som beskrevs av Leconte 1860. Agrilus cephalicus ingår i släktet Agrilus och familjen praktbaggar. Inga underarter finns listade i Catalogue of Life.